# La Bamba
La Bamba – film z 1987 roku w reżyserii Luisa Valdeza.

## Fabuła
Latem 1957 roku Richard Valenzuela, tak jak tysiące ubogich Meksykanów, zbierał owoce w Kalifornii. Kilkanaście miesięcy później był już, jako Ritchie Valens, jedną z najjaśniejszych gwiazd rock'n'rolla, a jego przeboje "Donna" i "La Bamba" elektryzowały słuchaczy po obu stronach Atlantyku.
Nocą 3 lutego 1959 roku samolot wiozący Ritchiego, Buddy Holly’ego i The Big Boppera rozbił się podczas burzy śnieżnej.
Film "La Bamba" byłby zapewne jeszcze jednym filmem biograficznym hollywoodzkiego kanonu, gdyby nie dwa - bardzo amerykańskie - aspekty. Po pierwsze, bohaterowi filmu ziścił się klasyczny amerykański sen o sukcesie już w wieku 17 lat (tuż przed tragiczną śmiercią Valens podpisał swój pierwszy kontrakt płytowy). Po drugie, "La Bamba" niesie bardzo krzepiące przesłanie: Ritchie był Meksykaninem, należał więc do grupy w odczuciu społecznym upośledzonej, a przecież mu się udało - oderwał się od kryminogennego środowiska i odniósł sukces w świecie zarezerwowanym dla białych. Paradoksem zaś jest, że choć Valens nie szukał wzorów w kulturze meksykańskiej (wybór "La Bamby", pieśni ludowej, był przypadkowy), nie mówił już po hiszpańsku i naśladował Elvisa Presleya, jednak to właśnie kultura i muzyka meksykańska zadecydowała o powodzeniu filmu.
Grupa Los Lobos nagrała kilkanaście przebojów w brzmieniu Tijuana z dynamiczną, łatwo wpadającą w ucho "La Bambą" na czele. Ścieżkę dźwiękową filmu uzupełniły fragmenty wielkich hitów połowy lat 50. oraz oryginalne kompozycje Carlosa Santany.
W roli Ritchie Valensa zabłysnął półkrwi Indianin Lou Diamond Phillips.
Niespodziewany światowy sukces filmu, który powstawał z myślą o meksykańskiej mniejszości w Stanach, sprawił, że do głosu doszło pokolenie twórców wywodzących swą tradycję z Ameryki Łacińskiej. Niemal równocześnie z nowym kinem afroamerykańskim narodził się nurt meksykański, którego gwiazdą jest aktor i reżyser Edward James Olmos, znany z serialu Policjanci z Miami.

## Obsada
- Lou Diamond Phillips – Ritchie Valens
- Esai Morales – Bob Morales
- Rosanna DeSoto – Connie Valenzuela
- Elizabeth Peña – Rosie Morales
- Danielle von Zerneck – Donna Ludwig
- Joe Pantoliano – Bob Keene